# Xã Illiopolis, Quận Sangamon, Illinois
Xã Illiopolis (tiếng Anh: Illiopolis Township) là một xã thuộc quận Sangamon, tiểu bang Illinois, Hoa Kỳ. Năm 2010, dân số của xã này là 1.314 người.